# Número hexagonal
Un número hexagonal es un número poligonal que se puede representar en forma de hexágono
La fórmula para un número hexagonal n es:
{\displaystyle h_{n}=2n^{2}-n=n(2n-1)={{2n}\times {(2n-1)} \over 2}.\,\!}
Los primeros números hexagonales (sucesión A000384 en OEIS) son:
1, 6, 15, 28, 45, 66, 91, 120, 153, 190, 231, 276, 325, 378, 435, 496, 561, 630, 703, 780, 861, 946.
Todos los números hexagonales son un número triangular, pero solo los números triangulares en posición impar (el 1º, 3º, 5º, 7º, etc.) son números hexagonales. Como números triangulares que son, la raíz numérica en base 10 de un número hexagonal sólo puede ser 1, 3, 6, o 9.

## Test para números hexagonales
Una prueba eficaz para determinar si un número es hexagonal es calculando:
{\displaystyle n={\frac {{\sqrt {8x+1}}+1}{4}}.}
Si n es un entero, entonces x es el número hexagonal n. Si n no es un entero, entonces x no es hexagonal.

## Otras propiedades
El enésimo número hexagonal n también puede expresarse a través de la siguiente suma.
{\displaystyle h_{n}=\sum _{i=0}^{n-1}{(4i+1)}}